# Anten (Adelsgeschlecht)

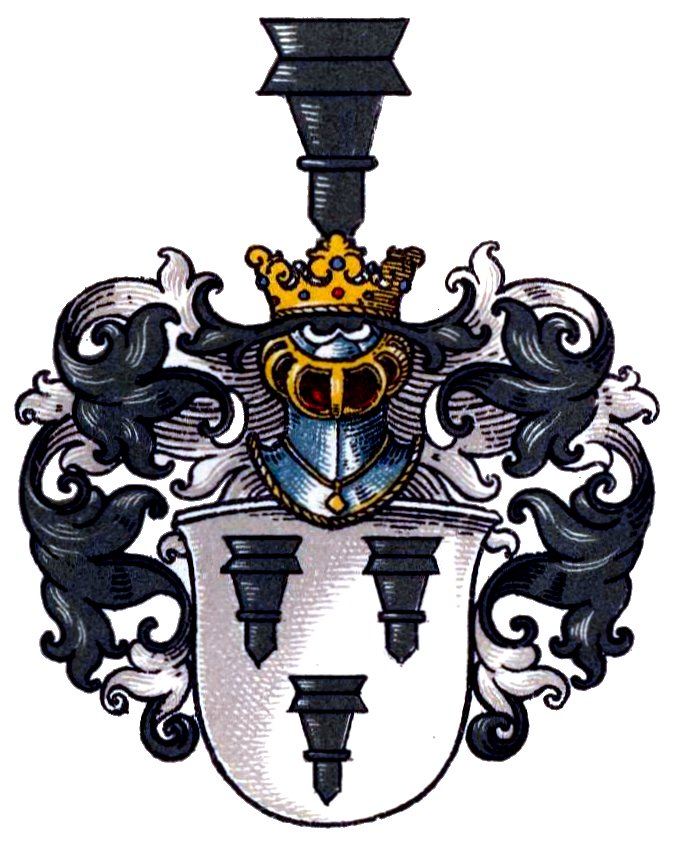
Stammwappen derer von Anten

Die Herren von Anten waren ein westfälisches Adelsgeschlecht.

## Geschichte
Der Stammsitz des Geschlechts lag im Dorf Anten, heute Teil von Berge, einer Gemeinde innerhalb der Samtgemeinde Fürstenau an der nordwestlichen Grenze des Landkreises Osnabrück in Niedersachsen.
1328 erscheinen die Gebrüder Gerhard, Matthias, Widolt und Johannes von Anten, als sie zusammen verschiedene Erbgüter in Grafeld verkauften. In diesem Zusammenhang werden auch Hildegunde, Frau des Matthias, und Margarethe, Frau des Johannes, genannt, die auf ihnen zustehende Leibrenten verzichteten. 1496 waren die Schwestern Elisabeth (Elseke) und Margarethe von Anten Konventualinnen im Stift Börstel. Eine Margaretha von Anten (* 1580; † 1657) aus dem Osnabrückschen heiratete 1604 Godert von Hemern und lebte mit diesem bis zu ihrem Tod in Hamburg. Kurz nach 1700 erlosch das Geschlecht.

## Wappen
In Silber drei schwarze Spindeln (2:1). Auf dem gekrönten Helm eine schwarze Spindel. Die Helmdecke in schwarz-weiß.
Spießen stellt in seinem Wappenbuch des westfälischen Adels fest, dass die Spindeln nach einem alten Siegel ursprünglich Blätter waren.